# Fournoulès
Fournoulès korábbi község (település) Franciaországban, Cantal megyében. 2016. január 1-jén Saint-Constant községgel egyesült és delegált községként Saint-Constant-Fournoulès új község része lett.
Lakosainak száma 62 fő (2018. január 1.). Fournoulès Saint-Santin, Mourjou és Saint-Constant községekkel határos.

## Népesség
A település népességének változása:
| Lakosok száma | 137  | 135  | 95   | 98   | 83   | 64   | 63   | 62   | 64   | 62   |
|               | 1962 | 1968 | 1982 | 1990 | 1999 | 2008 | 2011 | 2013 | 2017 | 2018 |